# Wizerunki królów polskich

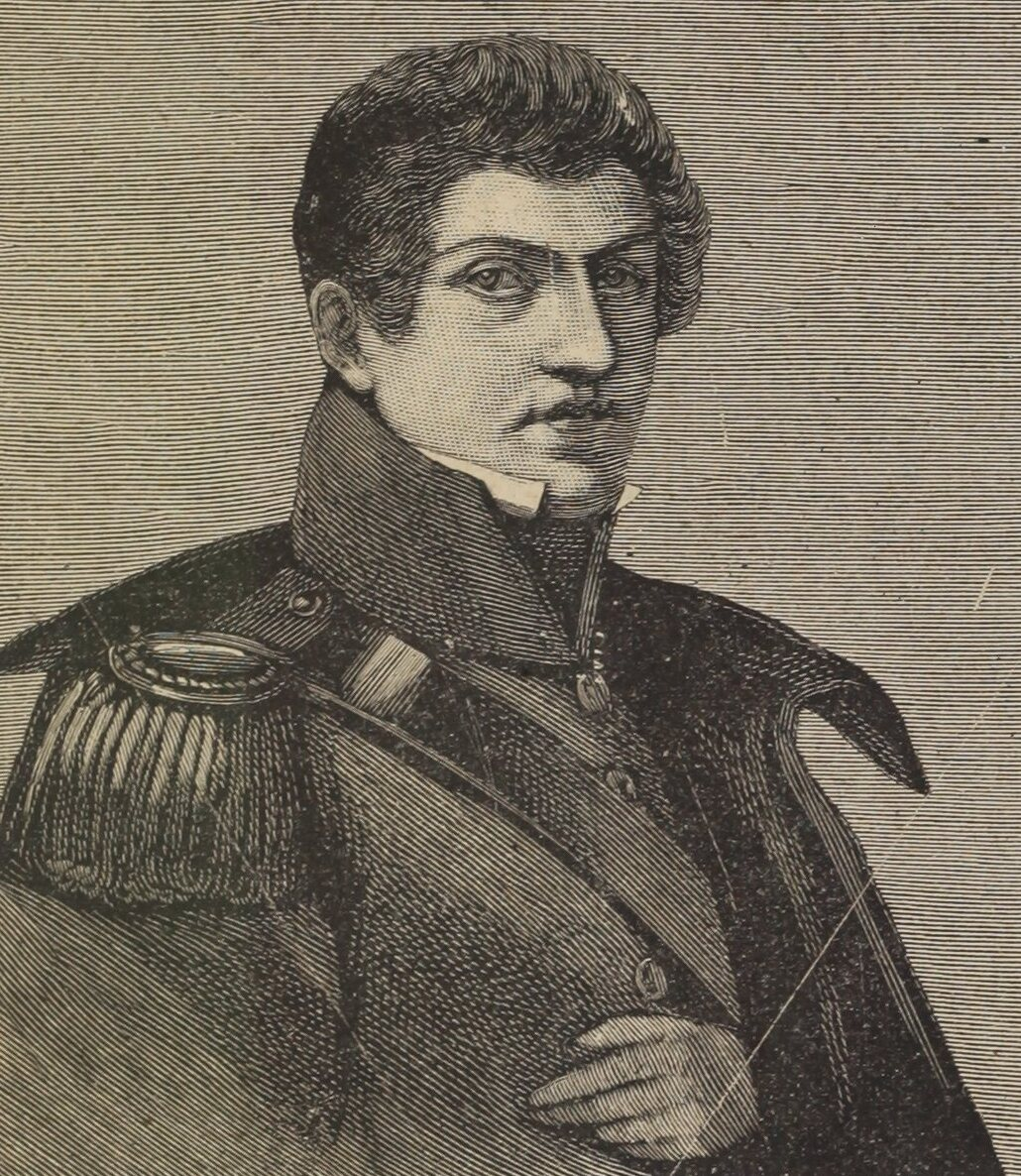
Aleksander Lesser – autor pocztu

Wizerunki królów polskich – jeden z pocztów królów polskich, czarno-biały cykl portretów władców Polski narysowany przez Aleksandra Lessera .

## Historia
Cykl powstał w latach 1858–1860. Chronologicznie powstał po poczcie królów polskich autorstwa Marcello Bacciarellego oraz przed bardziej obecnie znanym pocztem królów i książąt polskich autorstwa Jana Matejki. Cykl Lessera wydany został w formie litografowanego albumu pod tytułem „Królowie polscy, wizerunki zebrane i rysowane przez Alexandra Lessera”, z litografiami Władysława Walkiewicza. Publikacja wydana została pod zaborem rosyjskim w 1860 w Warszawie, z objaśniającym tekstem historycznym napisanym przez Juliana Bartoszewicza .

## Opis
Cykl zawiera 43 czarno-białe grafiki portretów królów i władców polskich od Mieszka I do Stanisława II Augusta, dodając do nich także trzech carów Rosji Mikołaja I, Aleksandra I oraz Aleksandra II, którzy nominalnie posiadali po rozbiorach Polski tytuły polskich królów :

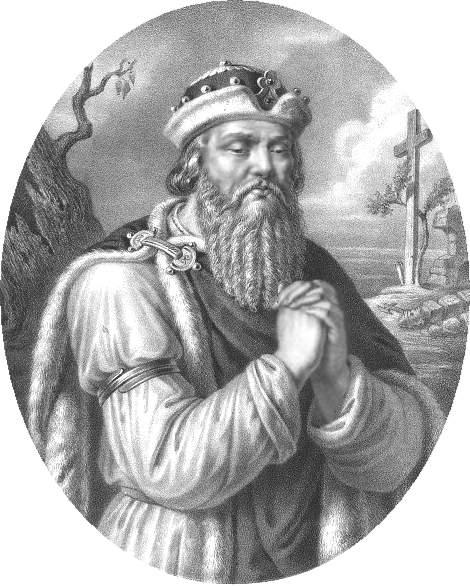
Mieszko I
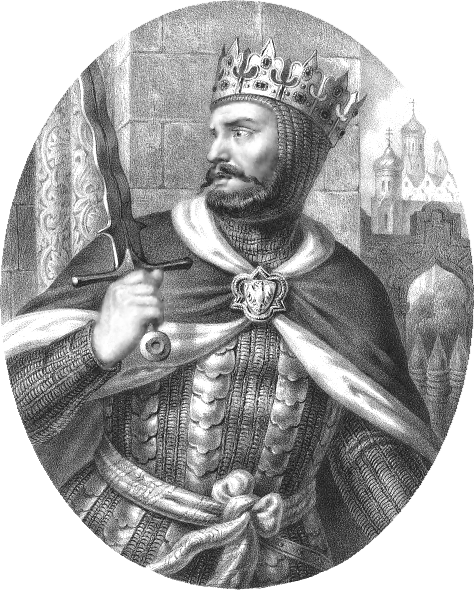
Bolesław I Chrobry
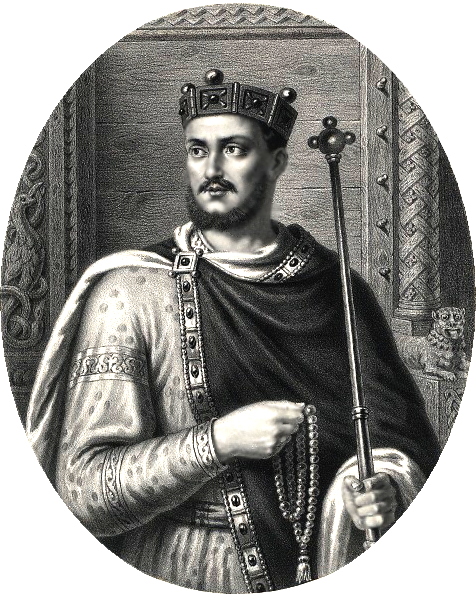
Mieszko II Lambert
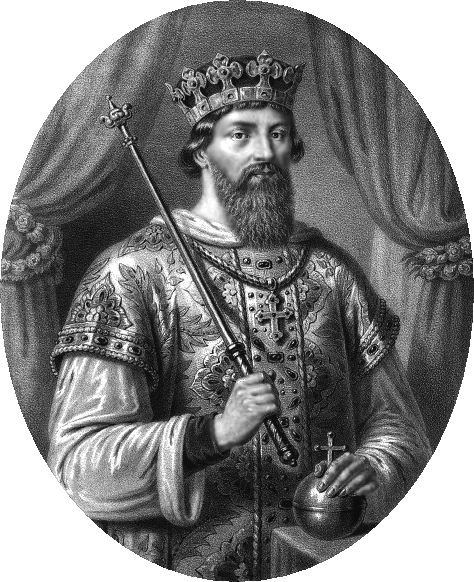
Kazimierz I Odnowiciel
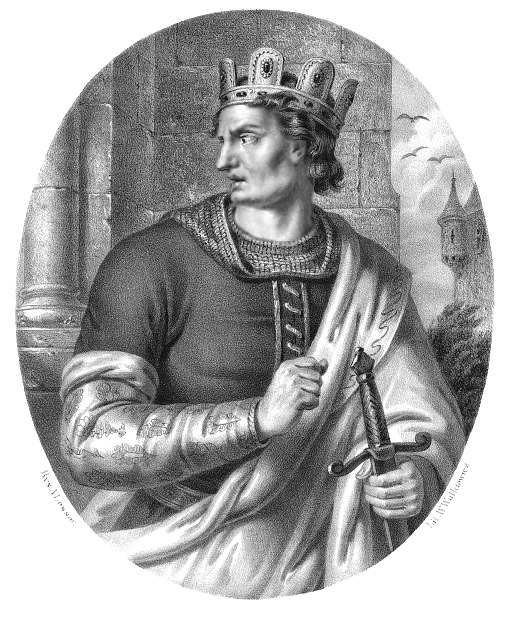
Bolesław II Szczodry (Śmiały)
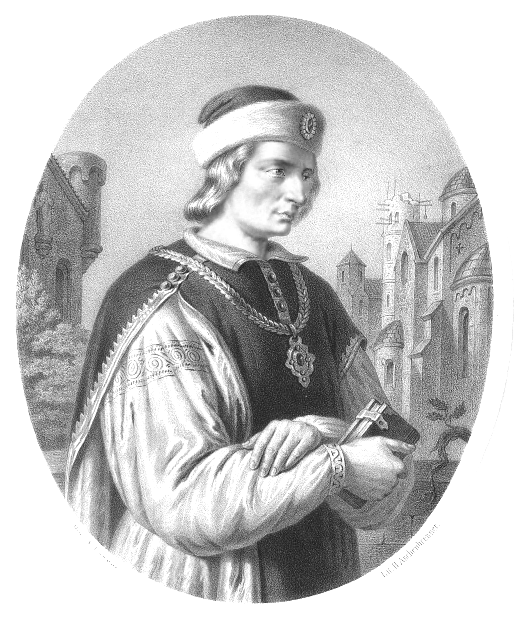
Władysław I Herman
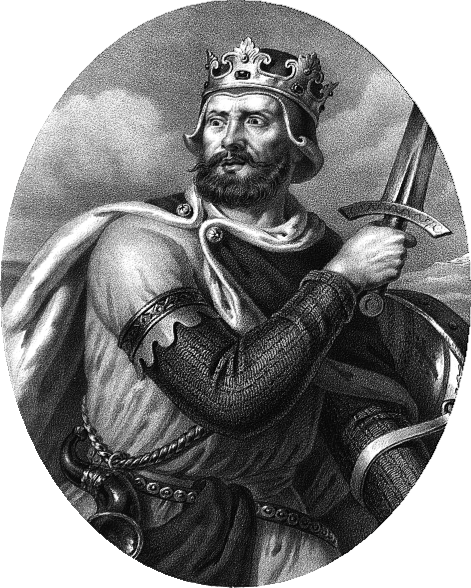
Bolesław III Krzywousty
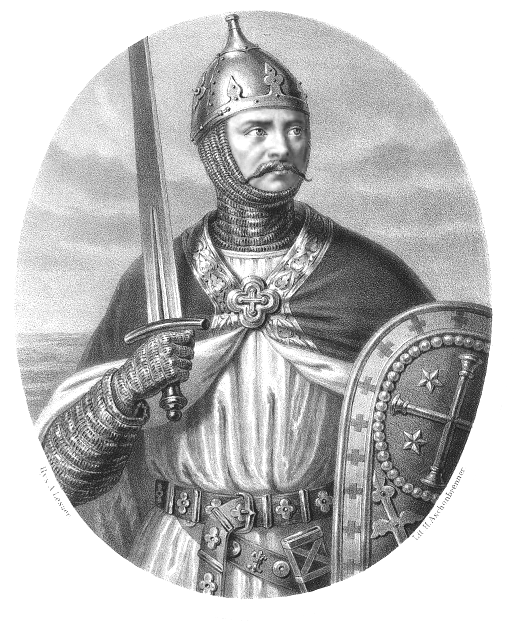
Władysław II Wygnaniec
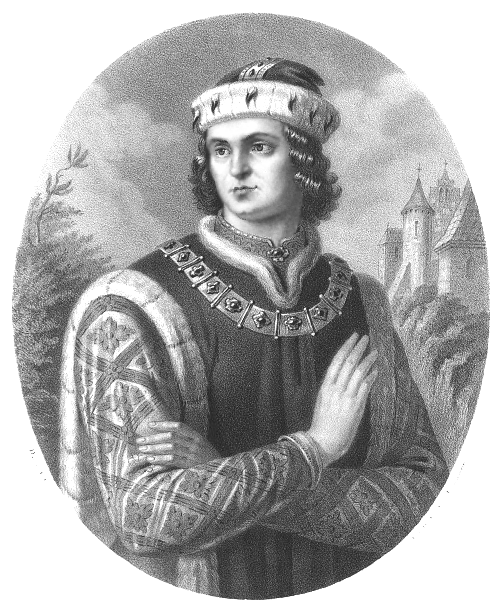
Bolesław IV Kędzierzawy
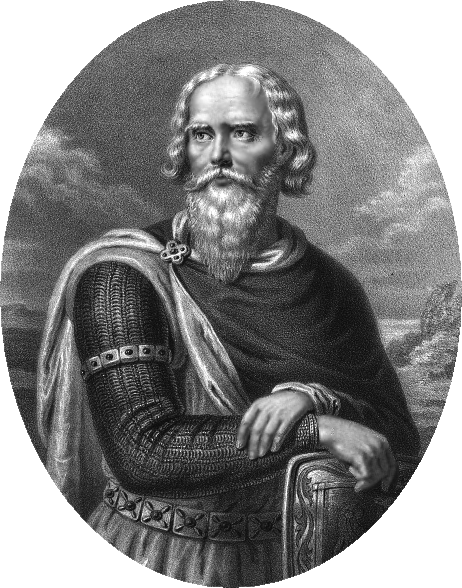
Mieszko III Stary
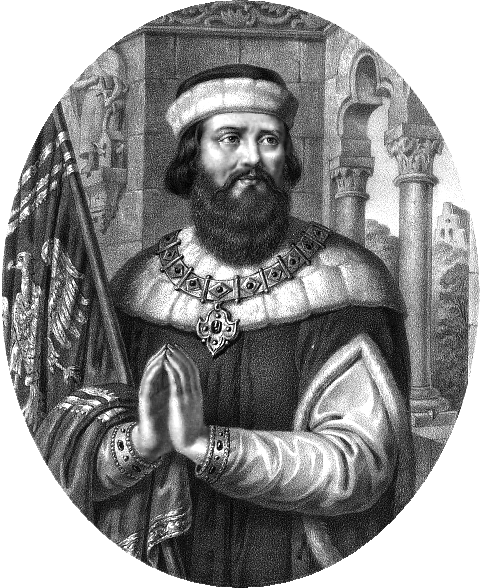
Kazimierz II Sprawiedliwy
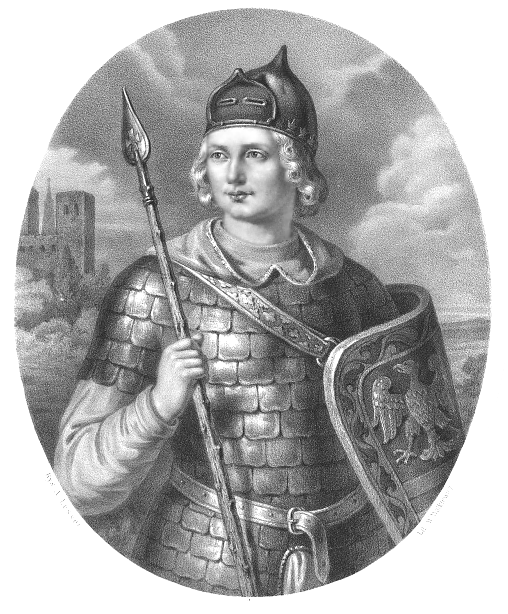
Leszek Biały
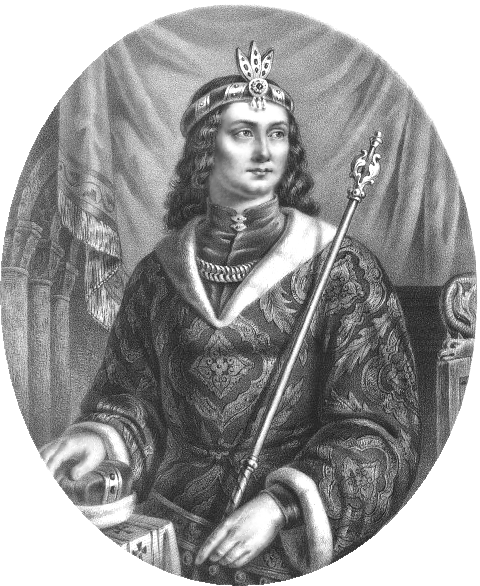
Władysław III Laskonogi
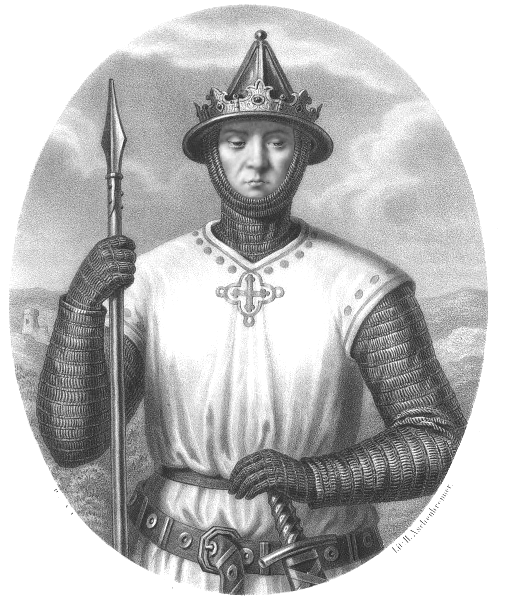
Bolesław V Wstydliwy
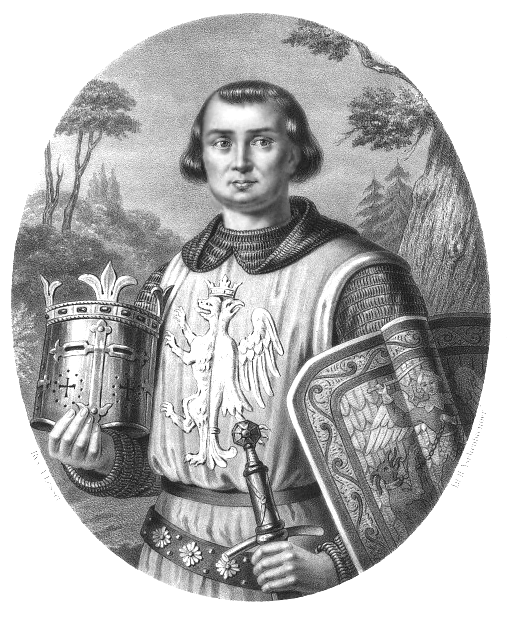
Leszek Czarny
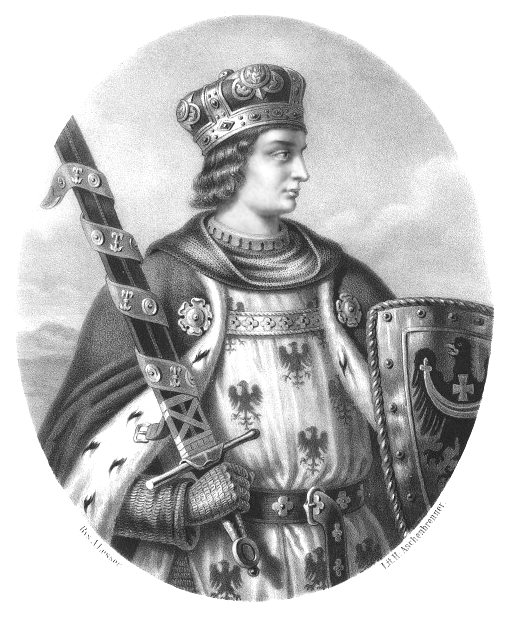
Henryk IV Prawy (Probus)
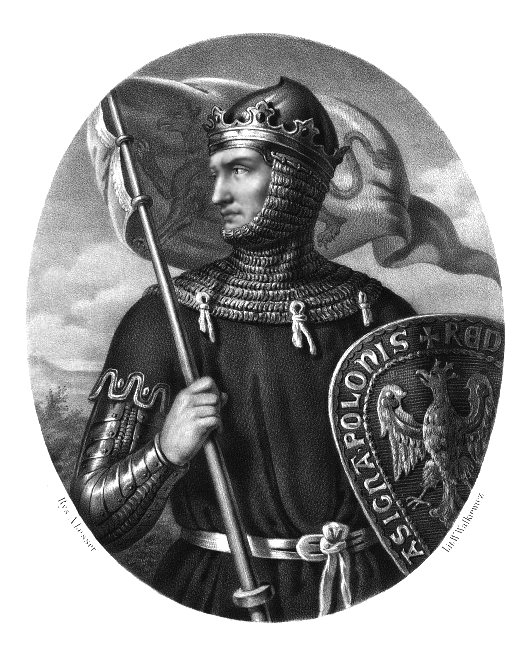
Przemysł II
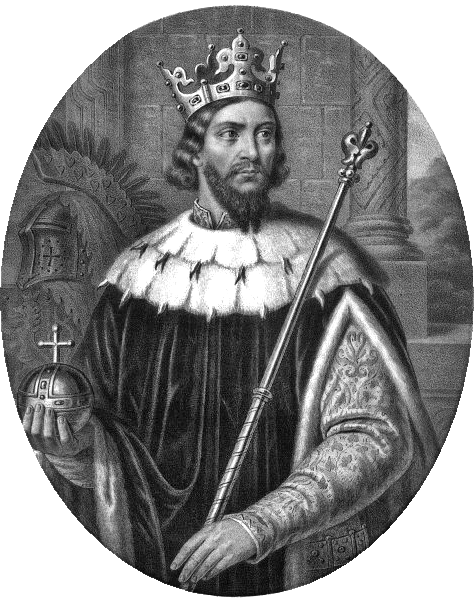
Wacław II
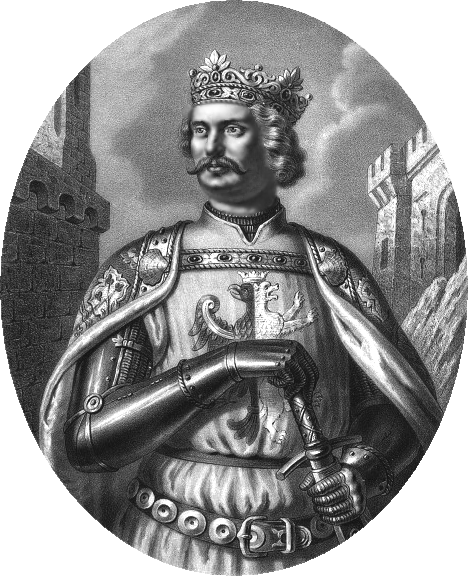
Władysław I Łokietek
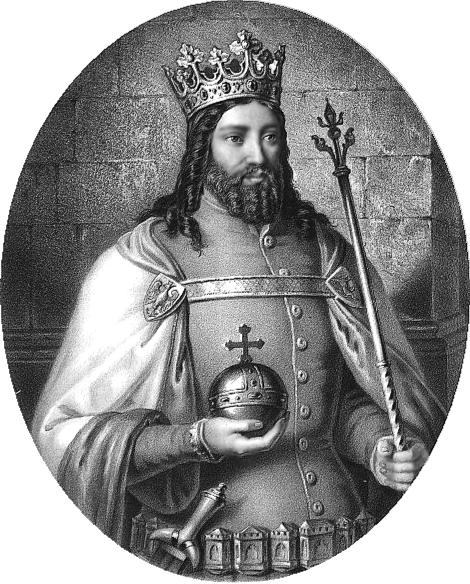
Kazimierz III Wielki
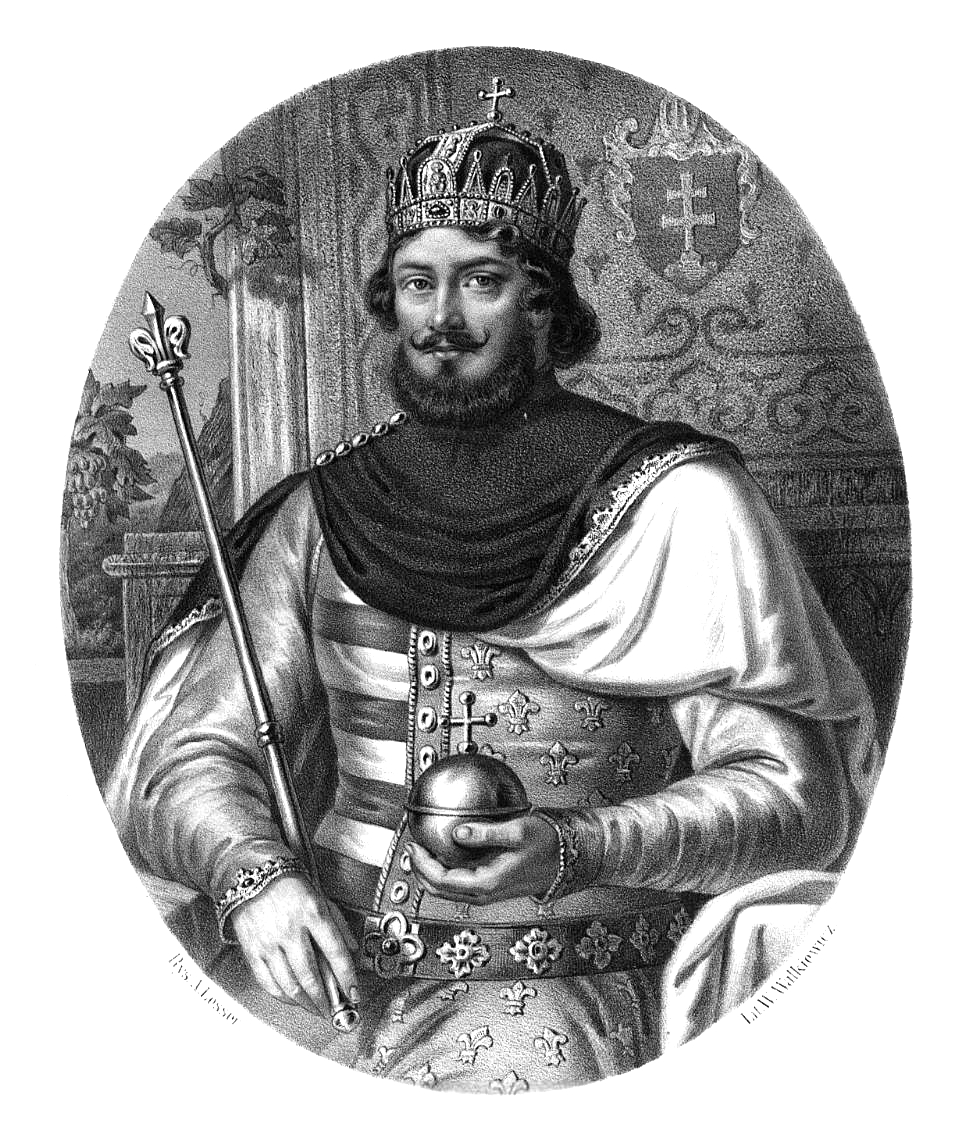
Ludwik Węgierski
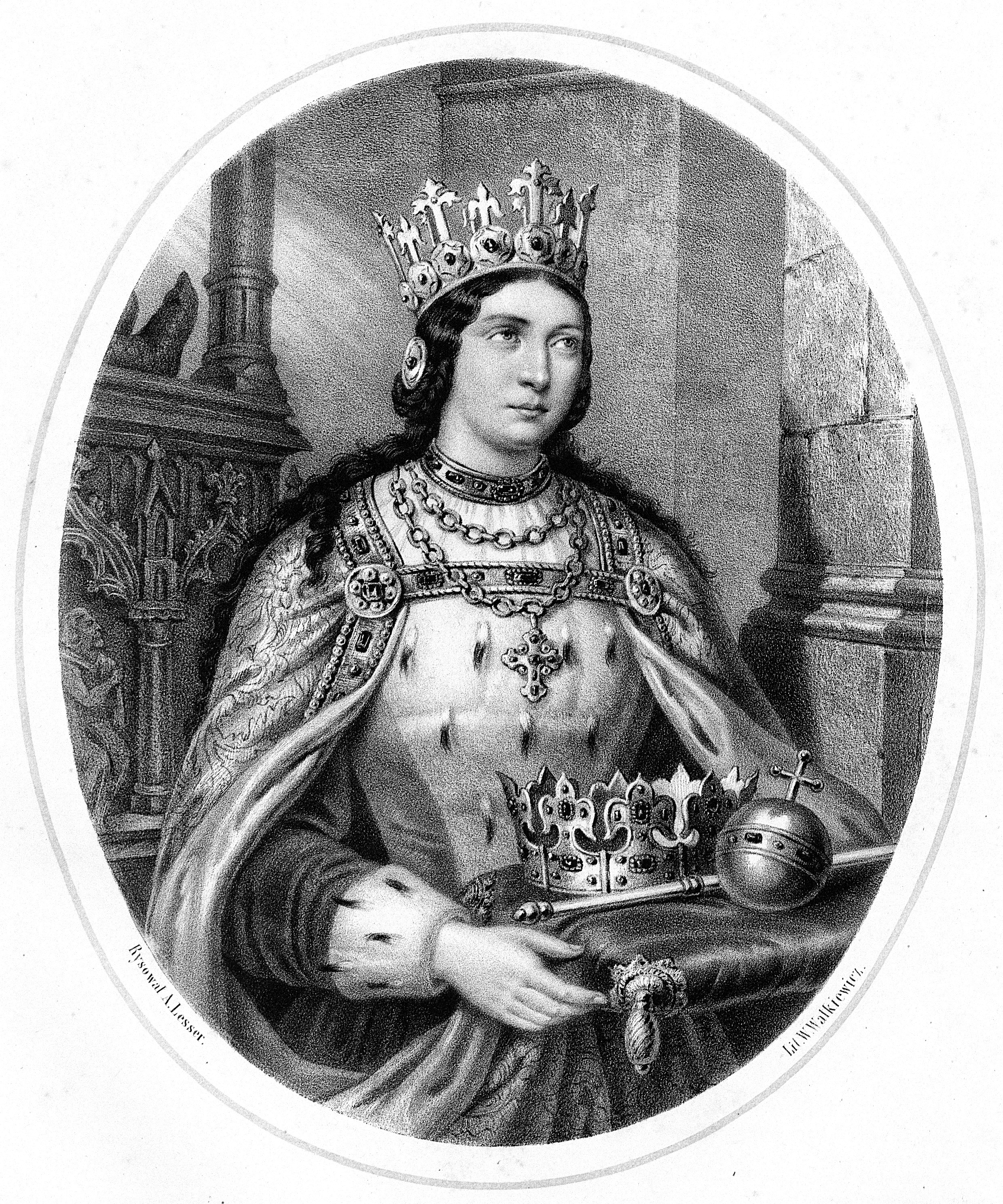
Jadwiga Andegaweńska
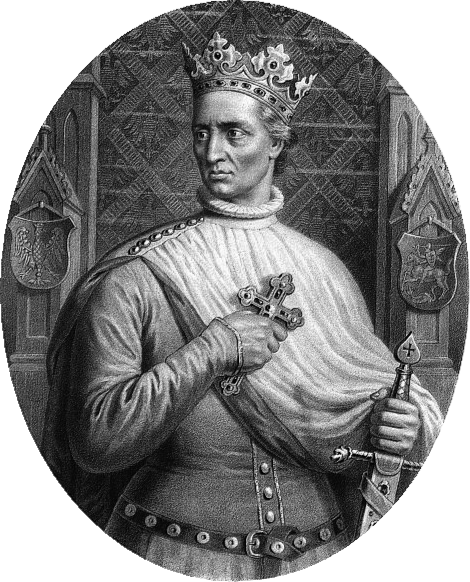
Władysław II Jagiełło
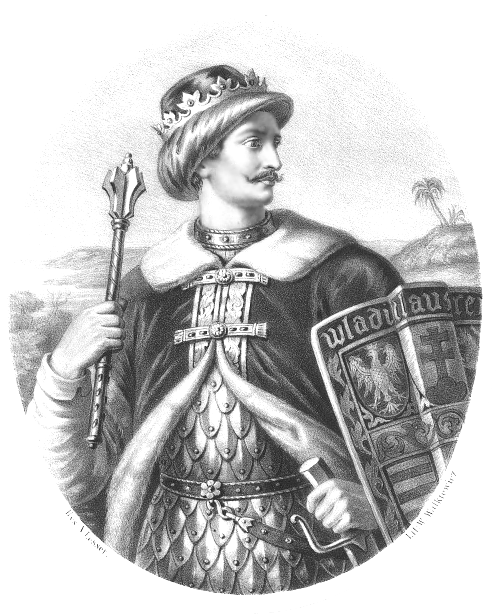
Władysław III Warneńczyk
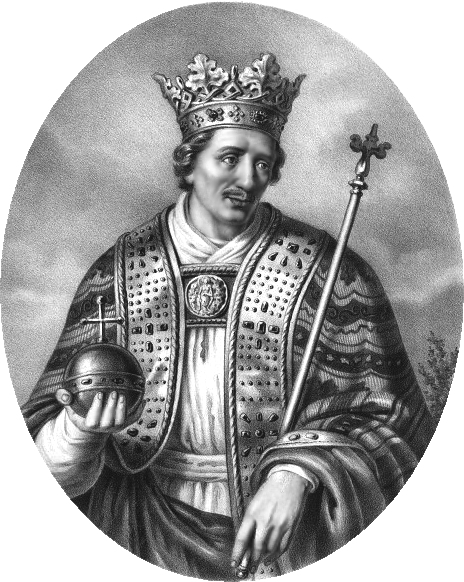
Kazimierz IV Jagiellończyk
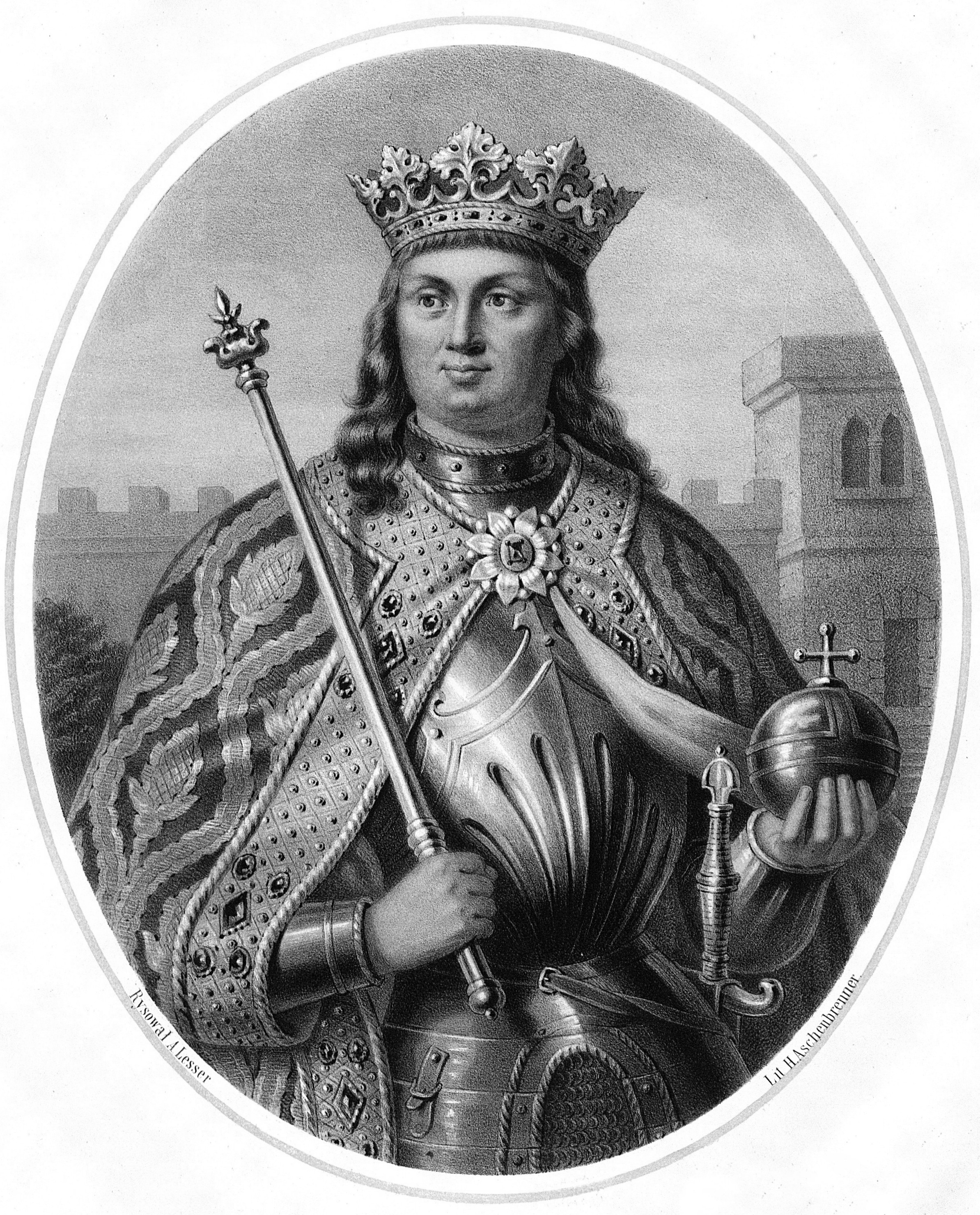
Jan I Olbracht
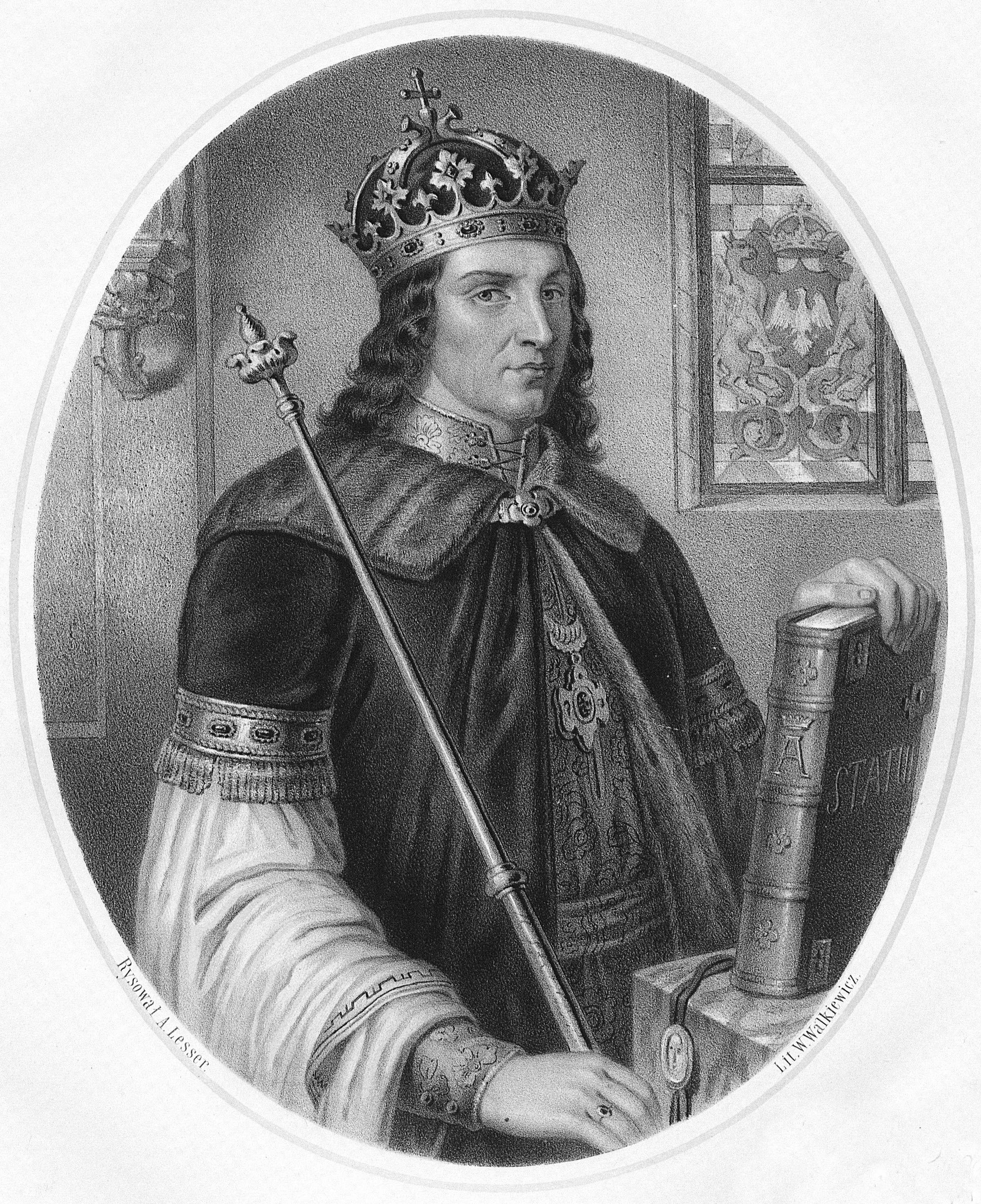
Aleksander Jagiellończyk
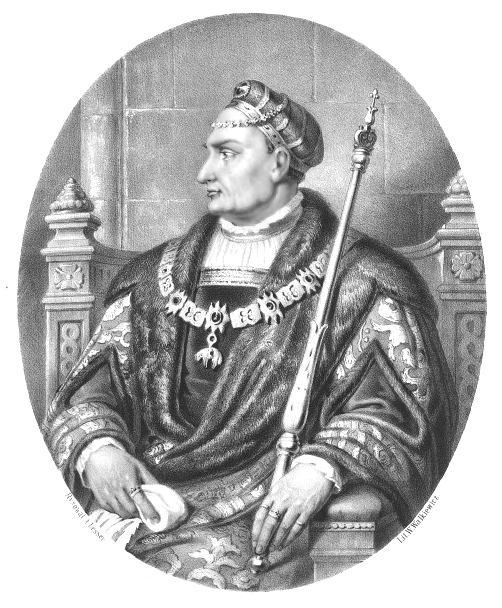
Zygmunt I Stary
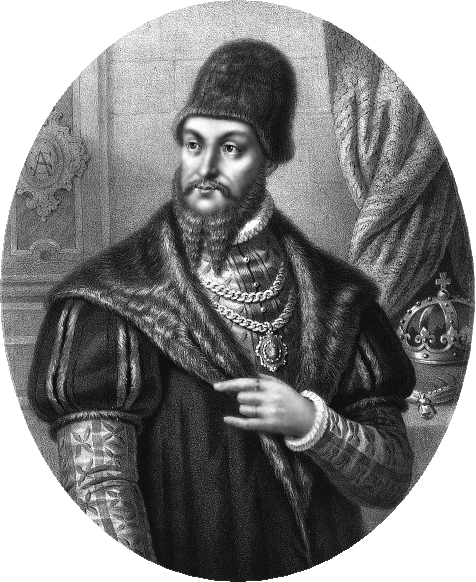
Zygmunt II August
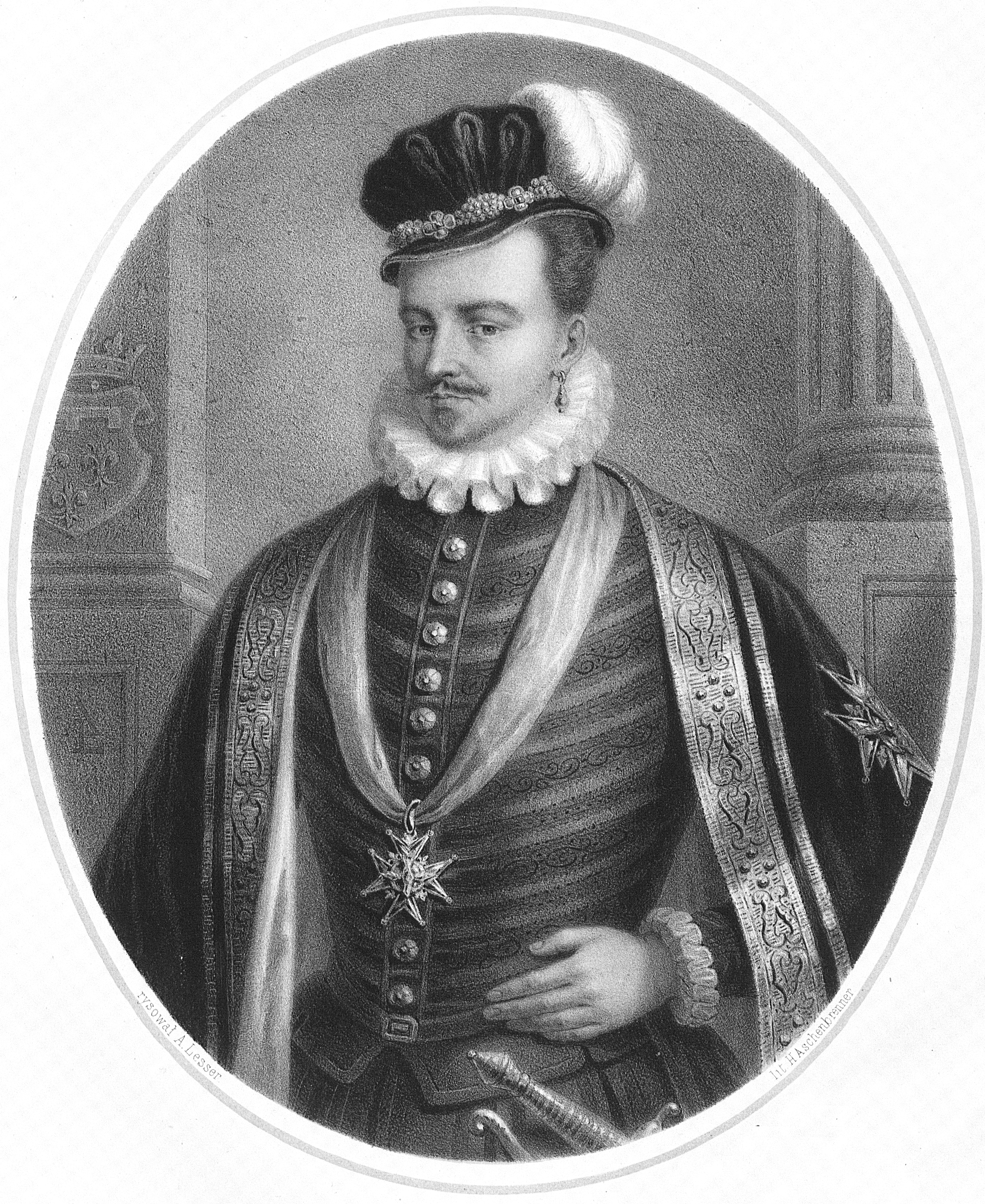
Henryk III Walezy
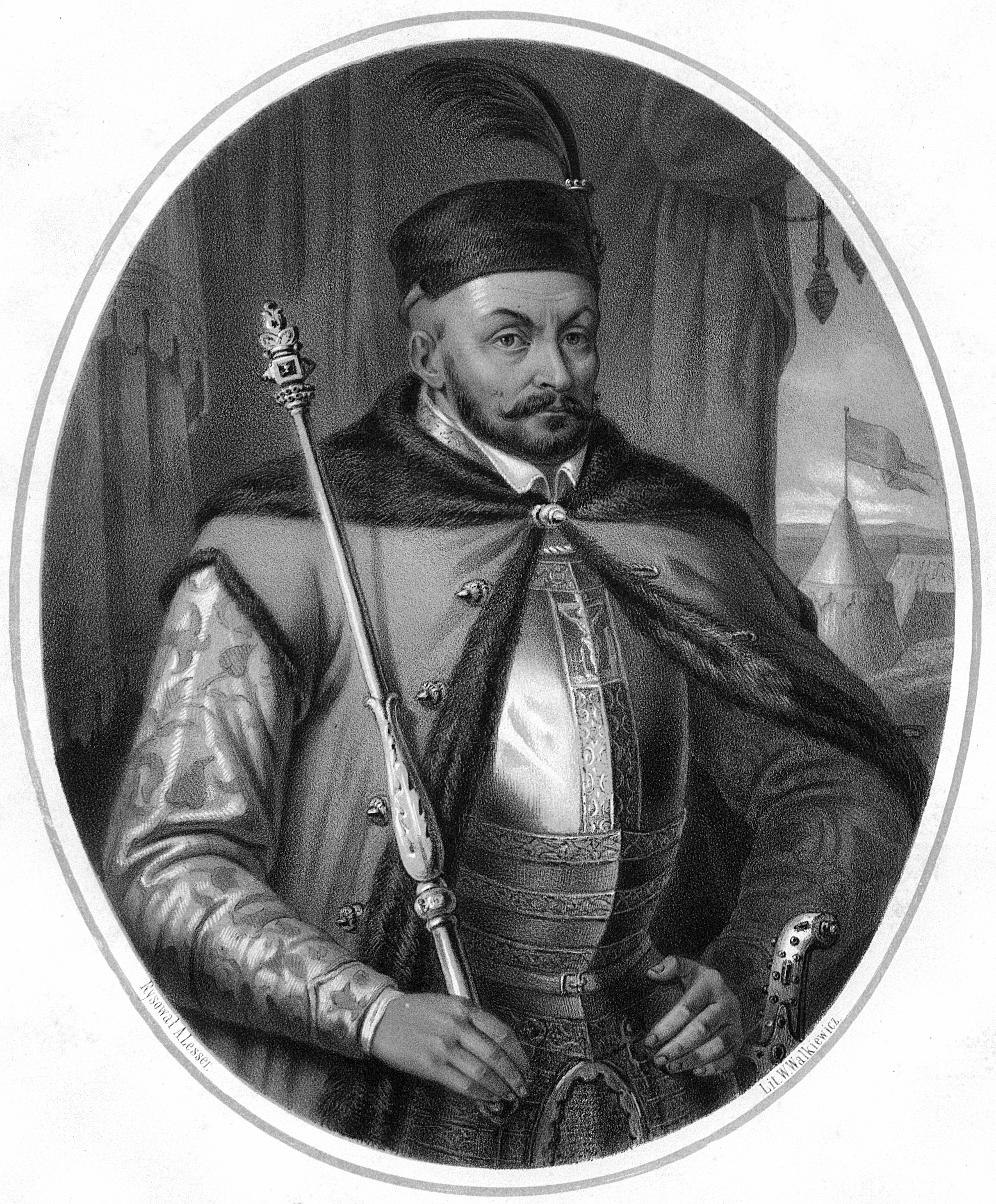
Stefan Batory
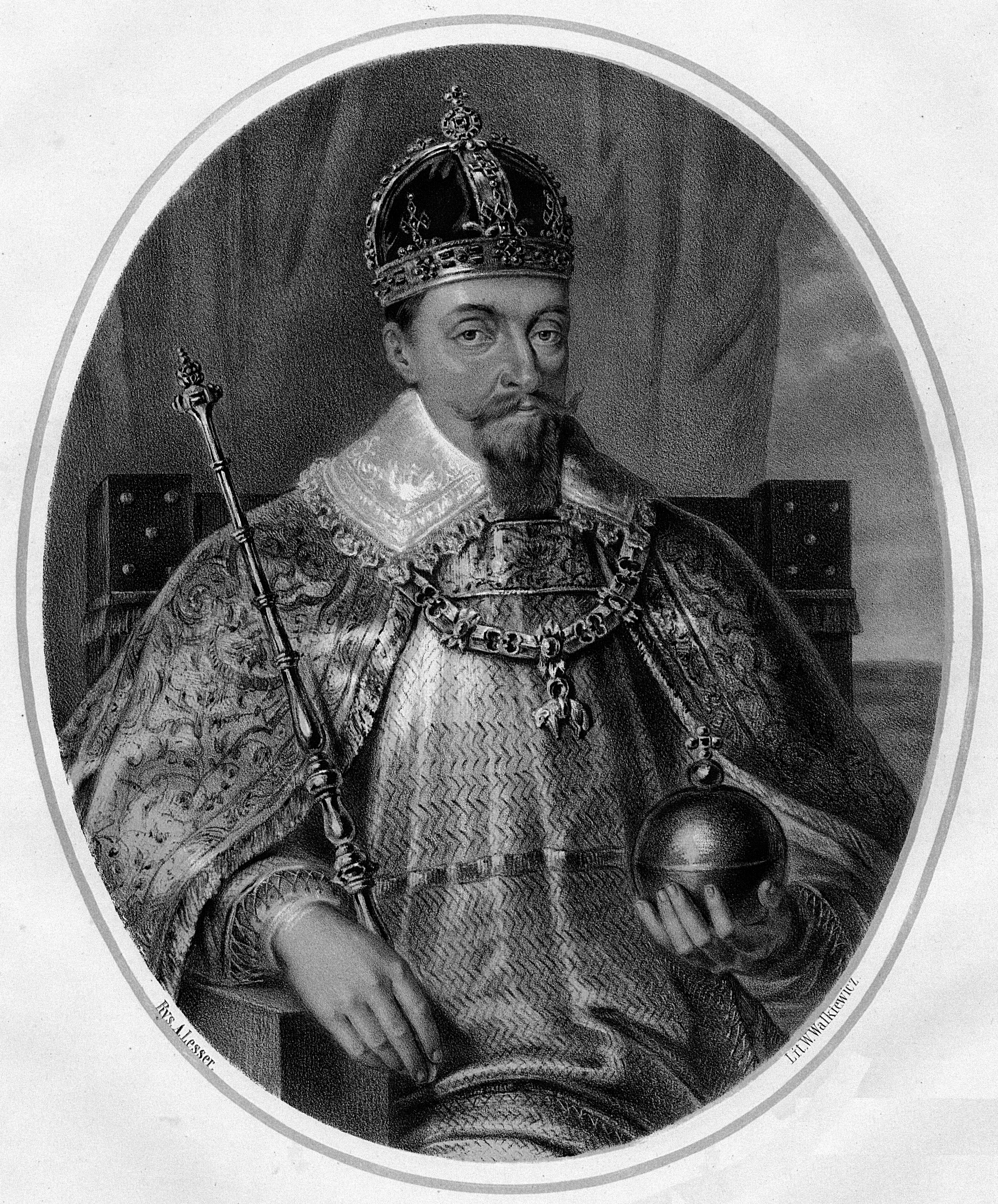
Zygmunt III Waza
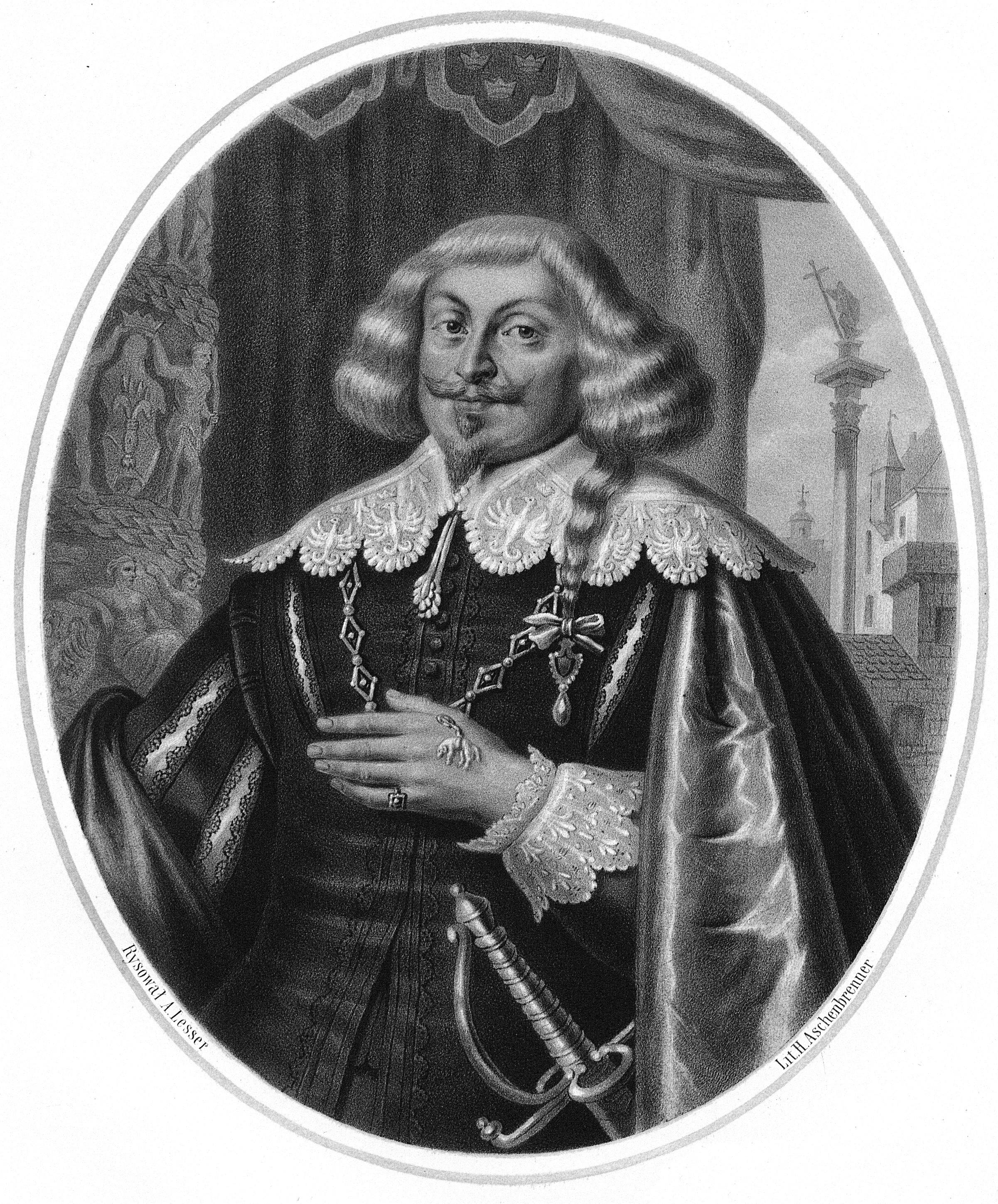
Władysław IV Waza
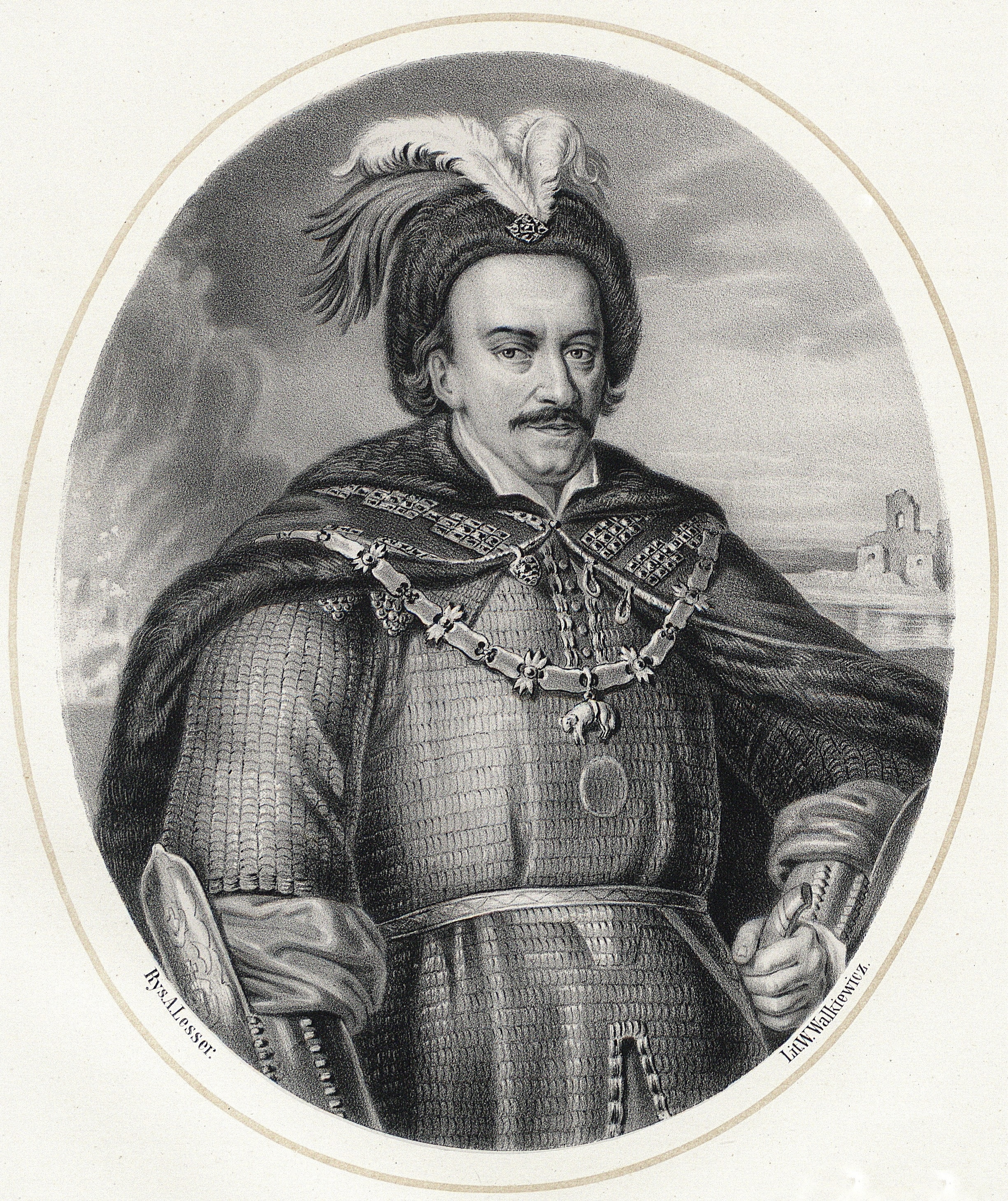
Jan II Kazimierz Waza
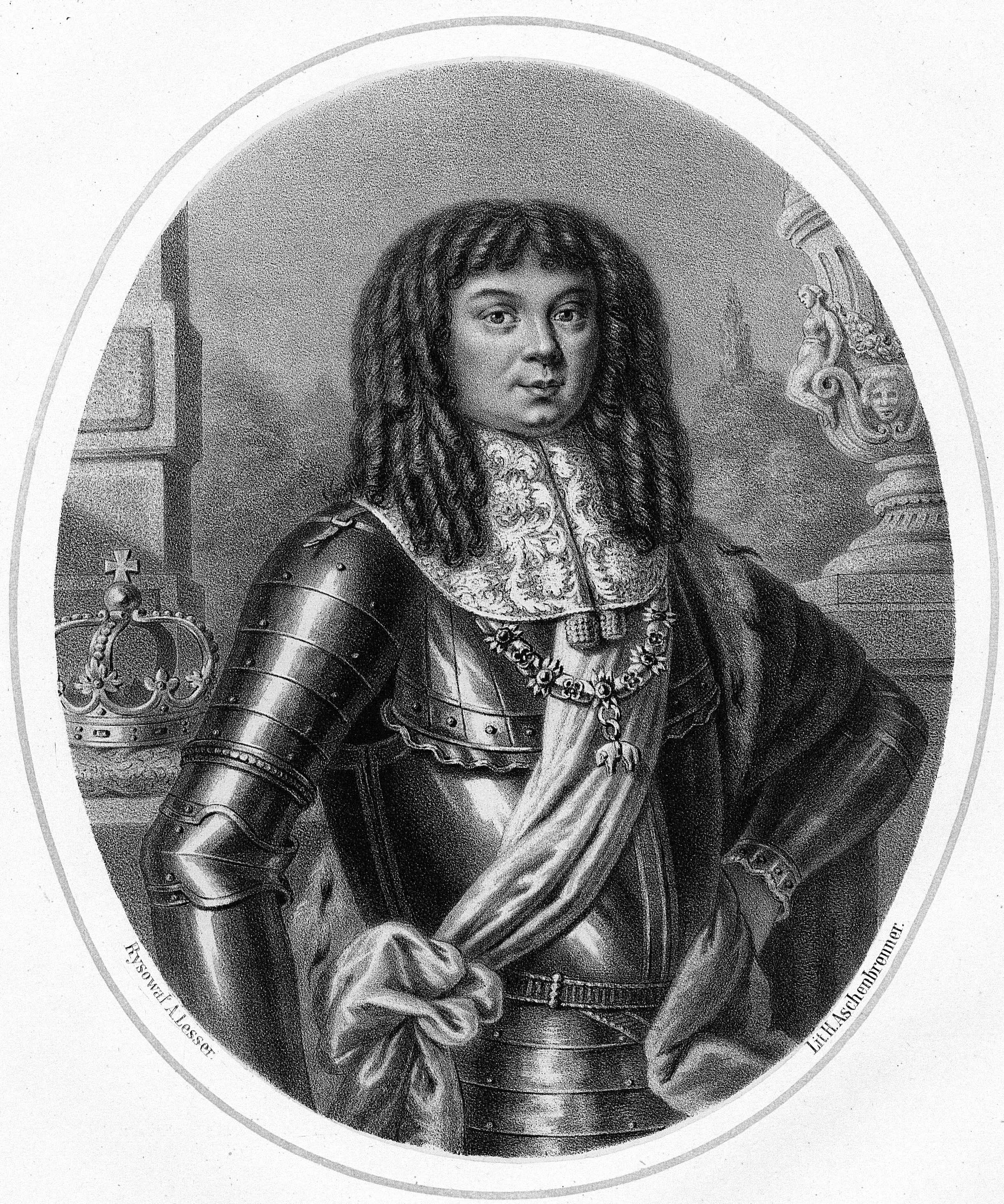
Michał Korybut Wiśniowiecki
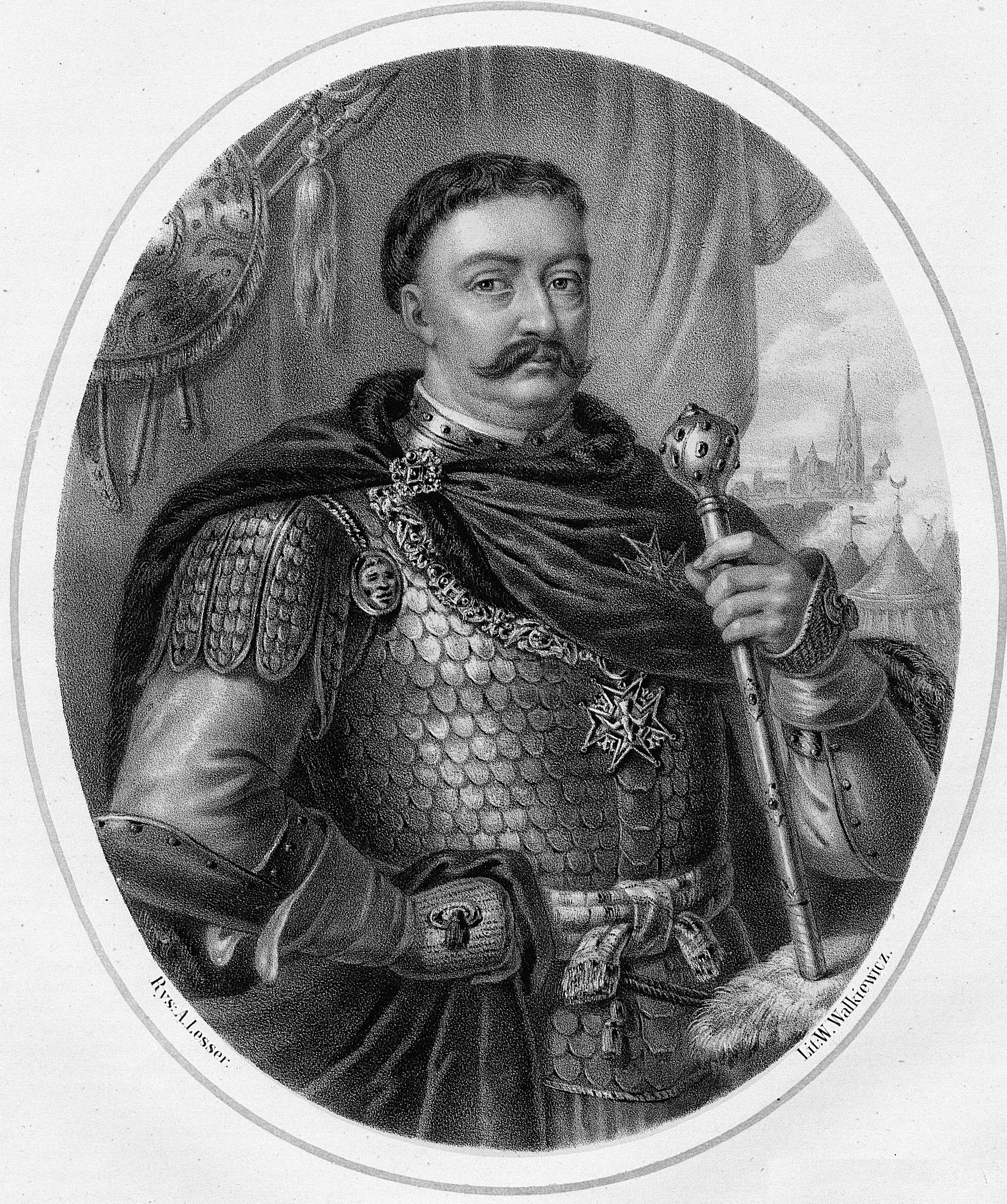
Jan III Sobieski
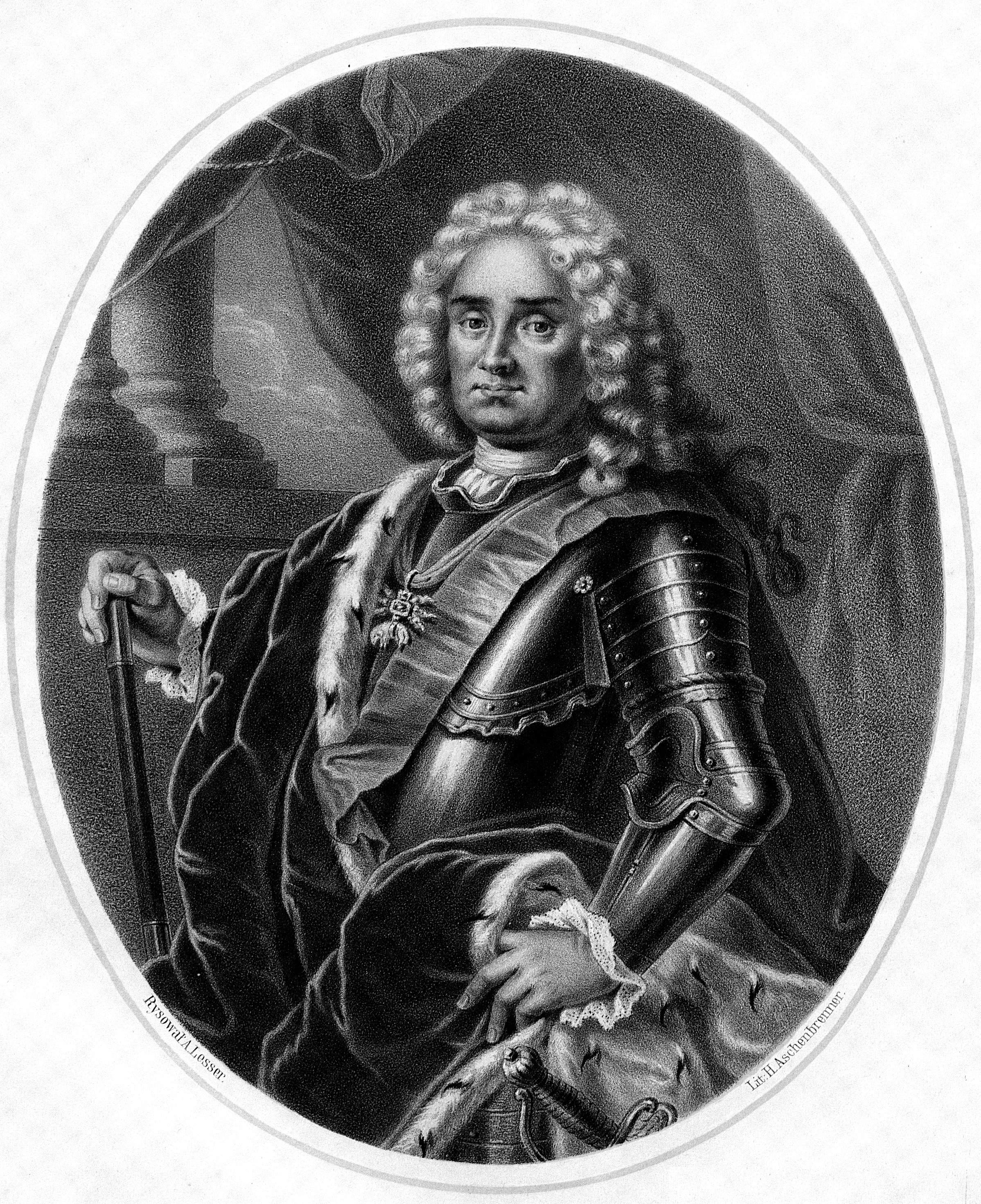
August II Mocny
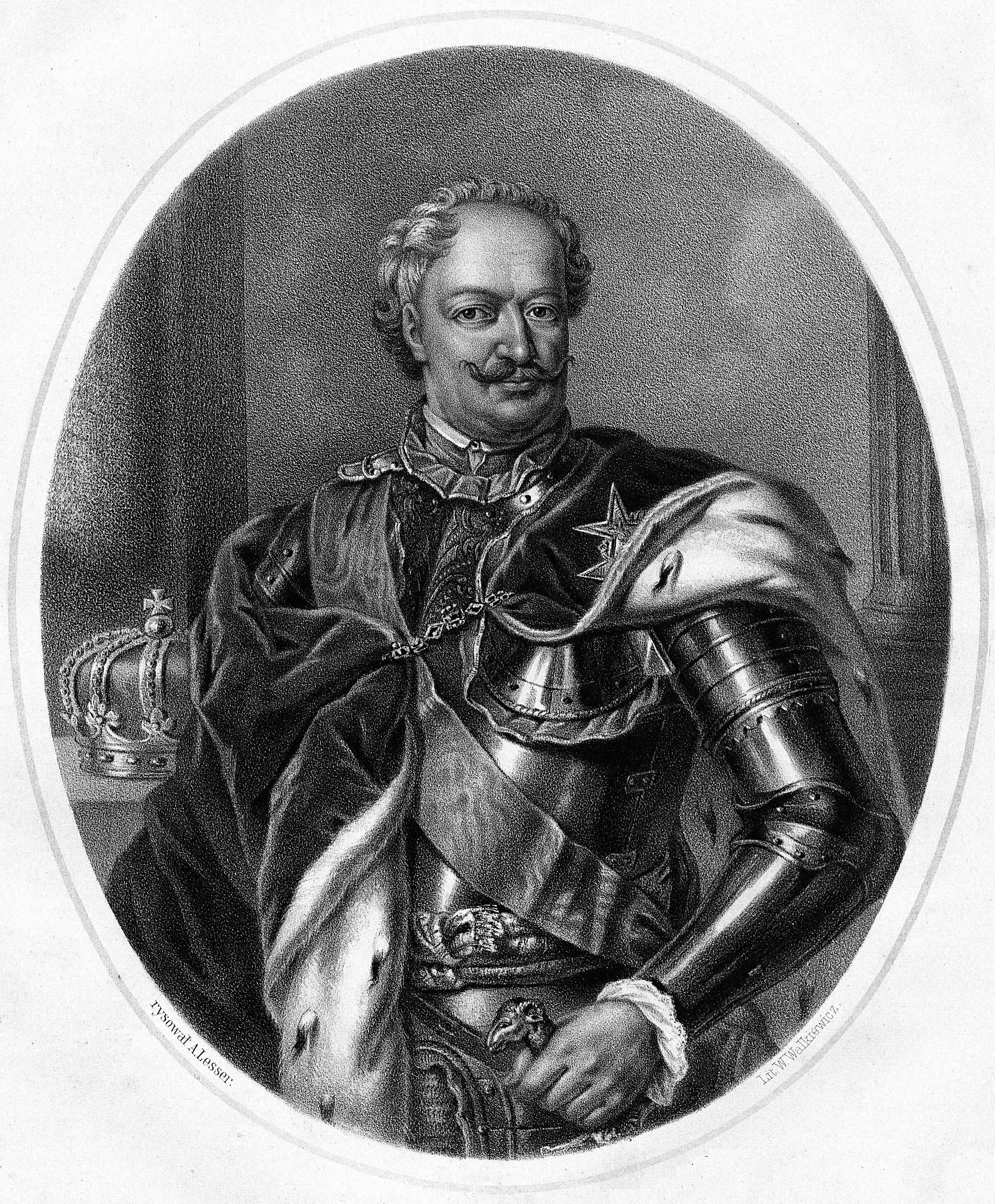
Stanisław Leszczyński
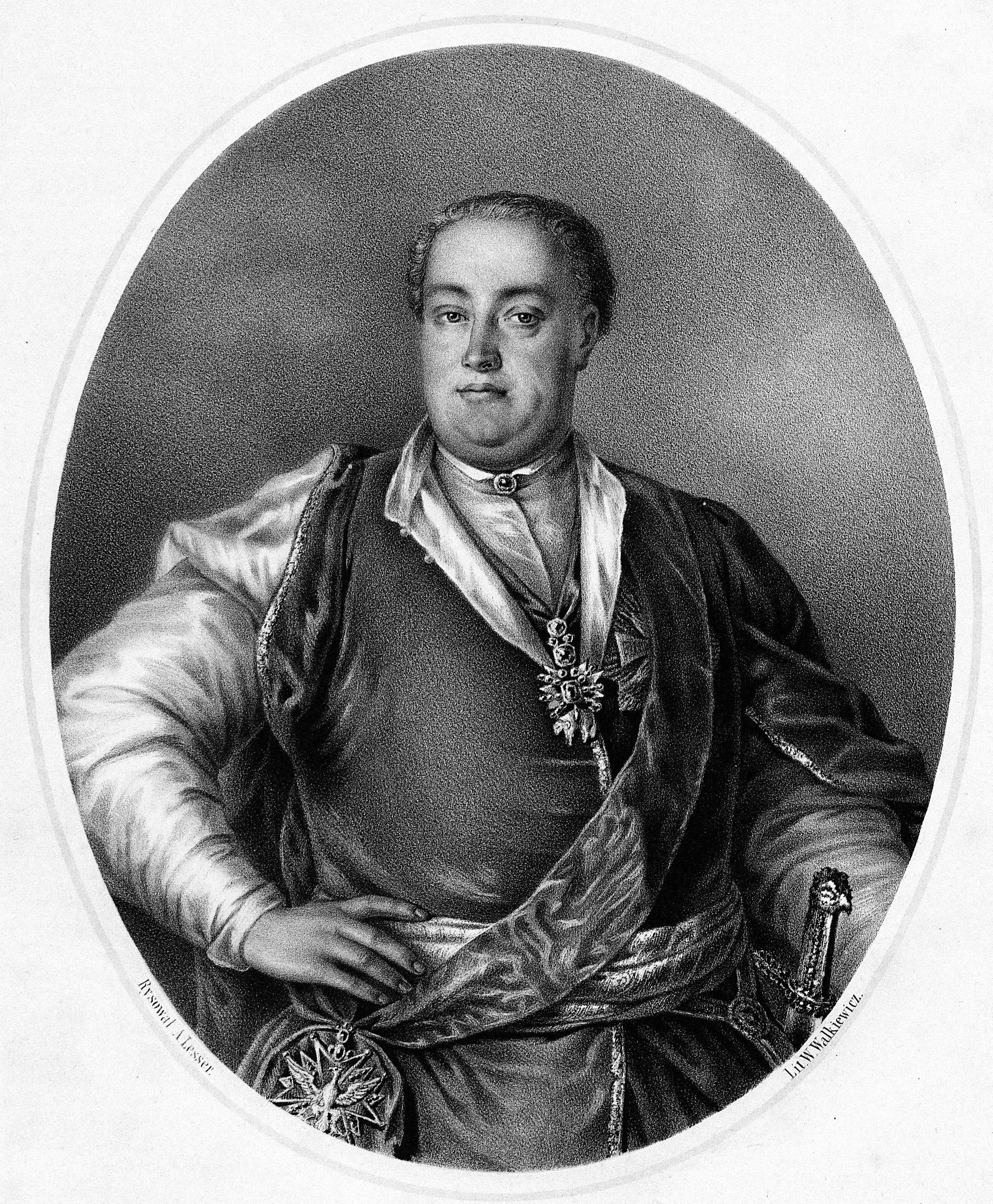
August III Sas
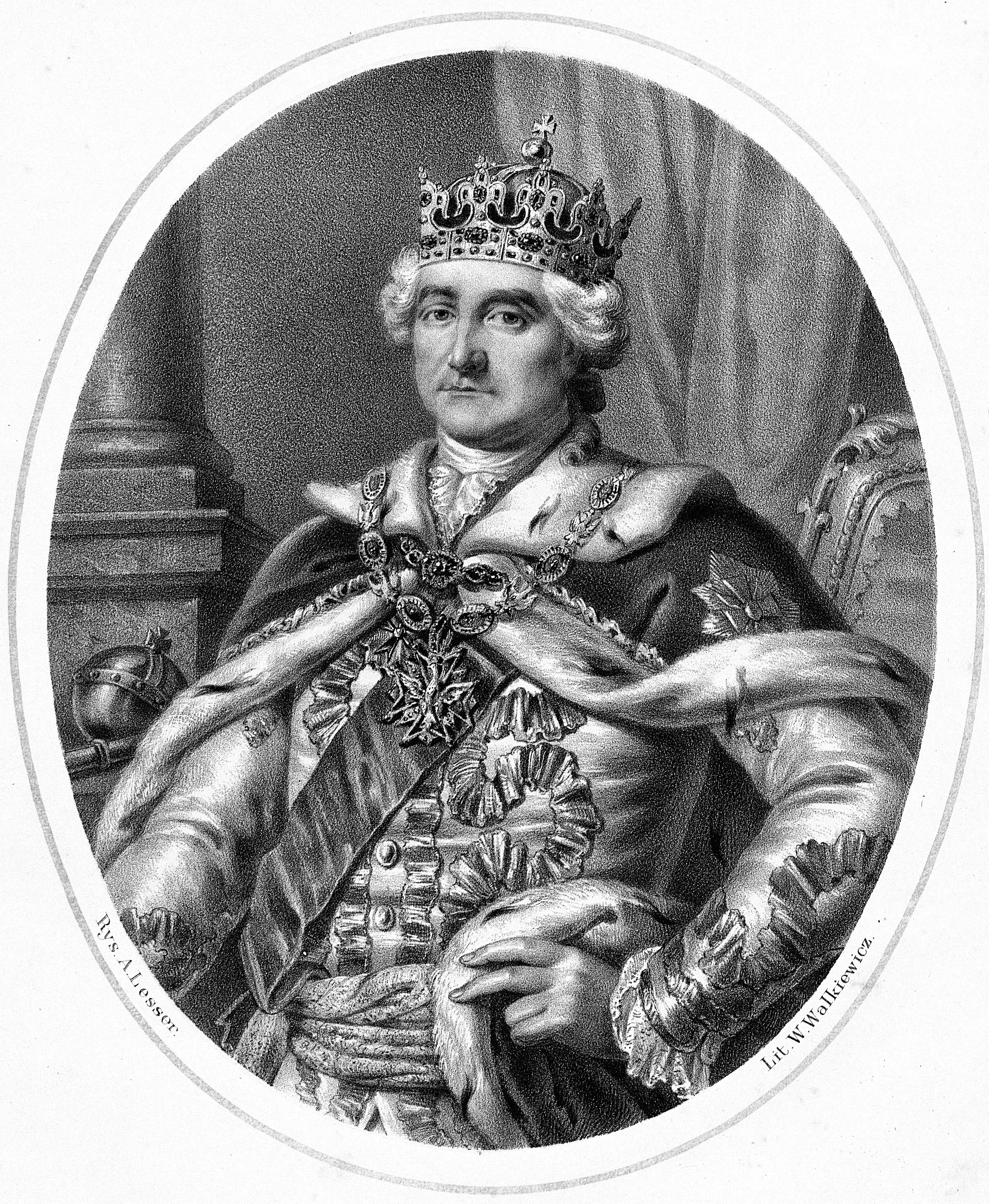
Stanisław II August
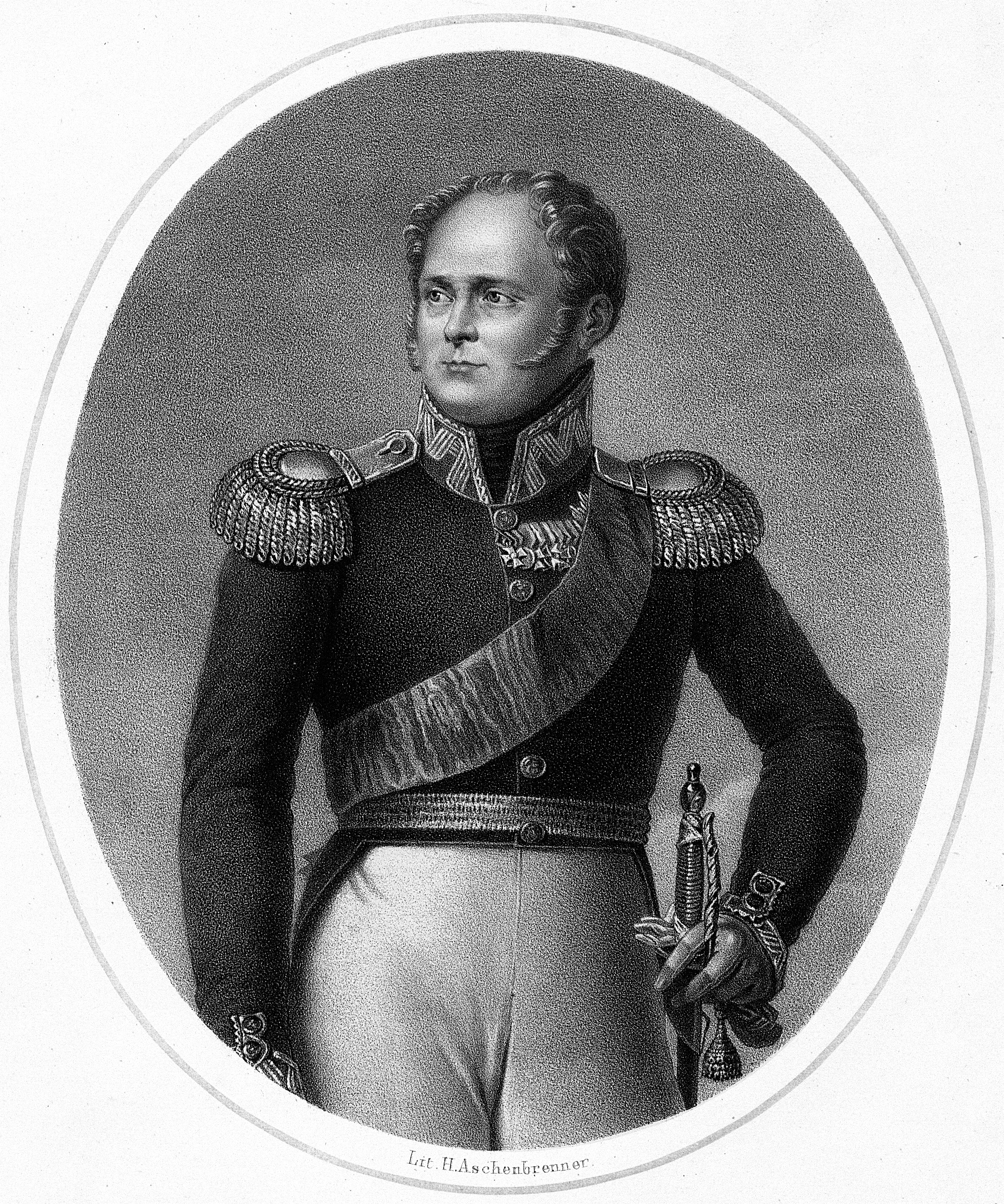
Aleksander I Romanow
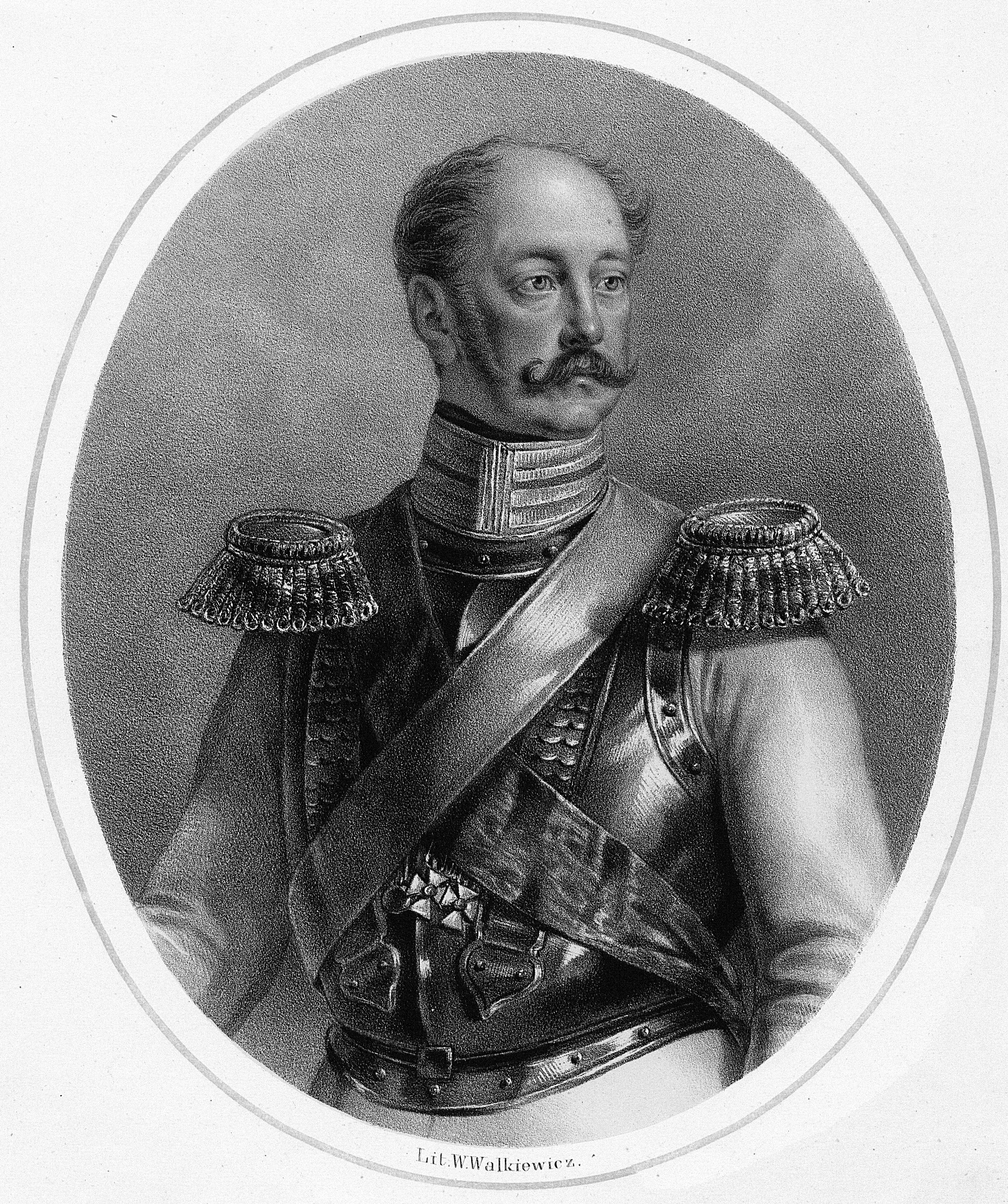
Mikołaj I Romanow
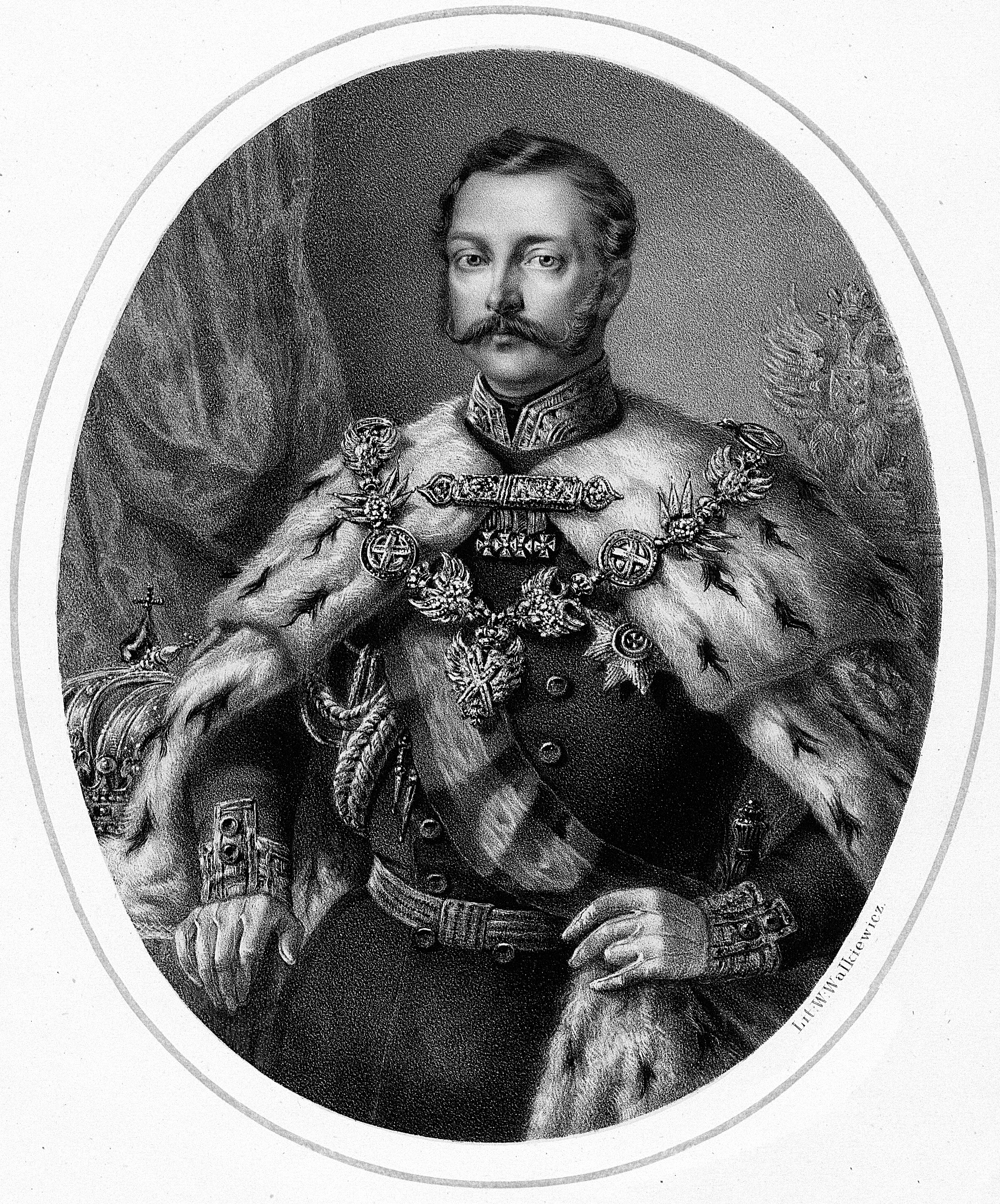
Aleksander II Romanow